# سامورایی چامپلو
سامورایی چامپلو (サムライチャンプルー Samurai Chanpurū) نام یک مجموعه تلویزیونی انیمهٔ ژاپنی ۲۶ قسمتی است که توسط استودیوی منگلوب ساخته شده‌است، و کارگردانی آن را شینیچیرو واتانابه، کارگردان کابوی بیباپ به عهده داشته‌است. این مجموعه برای اولین‌بار از تاریخ ۱۹ مه ۲۰۰۴ تا ۱۸ مارس ۲۰۰۵ از شبکهٔ تلویزیونی فوجی تی‌وی پخش شد. سامورایی چامپلو به طراحی ماسارو گاتسوبو به یک سری مانگا هم برگردانده شده‌است که توسط کادوکاوا شوتن در سال ۲۰۰۴ و در ماهنامه شونن ایس به چاپ می‌رسید.
داستان مجموعه در دورهٔ ادو که ارجاعات و نشانه‌های دوران مدرن نیز در آن دیده می‌شود رخ می‌دهد؛ جایی که سه غریبه به نام‌های موگن، جین و فو گردهم آمده و سفری را برای پیداکردن سامورایی که «بوی گل آفتاب‌گردان می‌دهد» آغاز می‌کنند.

## شخصیت‌های اصلی
- موگن (به ژاپنی: 無限) یک ولگرد گستاخ ساکن جزایر ریوکیو، موگن یک فرد سرگردان با سبک مبارزه آزاد وحشیانه که با حرکات برک دنس ترکیب شده‌است. او کفش گتا به پا دارد و یک شمشیر عجیب در پشت خود حمل می‌کند. موگن در ژاپنی به معنای نامحدود می‌باشد.
- جین (به ژاپنی: 仁) یک رونین خونسرد ۲۰ ساله که خود را پیرو رسوم سامورایی دوره توکوگاوا می‌داند.
- فو (به ژاپنی: フウ) یک دختر عصبی حدوداً ۱۵ ساله. او موگن و جین را استخدام می‌کند تا به او در پیدا کردن مردی که بدین صورت توصیفش می‌کند: «سامورایی که بوی گل آفتاب‌گردان می دهد» کمک کنند.
- یک سنجاب پرنده به نام مومو (در زبان ژاپنی به معنی «هلو» و همچنین کوتاه شدهٔ کلمه momonga به معنی سنجاب پرنده) او را همراهی می‌کند، در کیمونوی فوو ساکن است و هنگام مواجه شدن با خطر بیرون می‌پرد تا او را نجات می‌دهد.